# Divisione della Corea

La penisola coreana, prima divisa lungo il 38º parallelo, poi lungo la linea di demarcazione

La divisione della Corea (한반도 분단?, hanbando bundanLR; che significa "divisione della penisola coreana") in Corea del Nord e Corea del Sud nasce nel 1945 a seguito della vittoria Alleata nella seconda guerra mondiale, che portò alla fine del dominio di trentacinque anni dell'Impero giapponese sulla Corea. 
Il 27 luglio del 1953, al termine della guerra di Corea, ci fu l’armistizio tra le due Coree e fu tracciata una linea di demarcazione lungo il 38º parallelo.

## Storia
In una proposta avversata da quasi tutti i coreani, gli Stati Uniti e l'Unione Sovietica decisero di occupare l'area dividendola in zone di influenza lungo il 38º parallelo. La proposta di protettorato era di stabilire un governo provvisorio di Corea che sarebbe dovuto divenire "libero e indipendente". Sebbene le elezioni fossero state programmate, le due superpotenze supportarono i rispettivi capi e vennero stabiliti effettivamente due Stati, ognuno dei quali reclamava la sovranità sull'intera penisola.
La guerra di Corea (1950-1953) separò la Corea del Nord da quella del Sud con la zona demilitarizzata coreana e questa situazione contribuì al prolungarsi degli attriti tra i due Stati, i quali rimasero tecnicamente in conflitto durante la guerra fredda fino al giorno d'oggi. La Corea del Nord è uno Stato socialista, spesso descritto come stalinista e isolazionista, ma collassò negli anni novanta, diversamente da quella della vicina Cina comunista.
La Corea del Sud fu inizialmente governata da vari governi filo-occidentali e anche militari e la sua economia, fino al 1975, era meno avanzata di quella della Corea del Nord, ma dopo il crollo dell'Unione Sovietica e del blocco comunista, essa divenne uno dei Paesi più economicamente avanzati del mondo. A partire dagli anni novanta, grazie alla politica dell'amministrazione sudcoreana, sempre più di stampo liberale, così come a seguito della morte di Kim Il-sung, politico a capo della Repubblica Democratica Popolare di Corea (Corea del Nord) dal 1948 alla sua morte, i due Stati fecero piccoli, ma importanti passi verso una possibile riunificazione.